# Tweepop

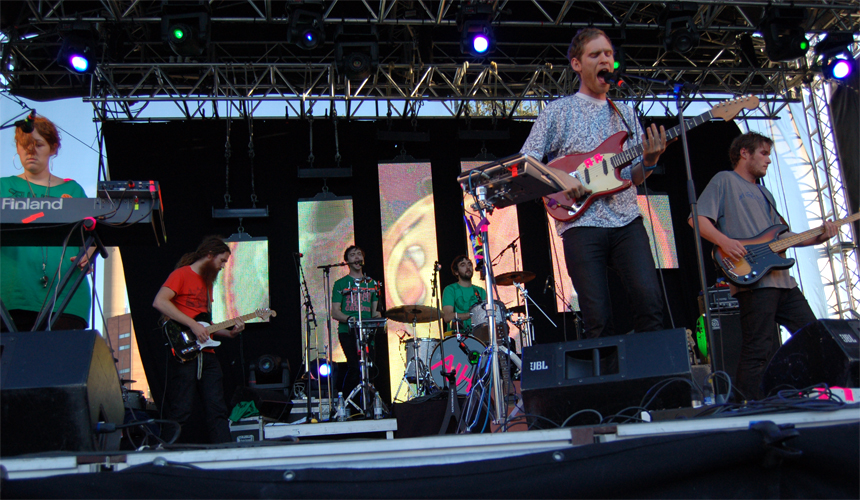
De Australische popgroep Architecture in Helsinki

Tweepop (spreek uit 'Twie-pop') is een muziekstroming van het type indie die bekendstaat om zijn simpele, zachte melodieën en teksten, vaak gecombineerd met jengelende gitaren. Tweepop is voor het eerst erkend als genre in 1986, maar daarvoor waren er ook al groepen die deze stijl beoefenden. Nadat enkele van deze bands, waaronder Shop Assistans, Primal Scream en The Pastels, stilletjes aan bekender werden, volgde er een compilatie (C86) via postorder door New Musical Express. In die tijd was het genre ook geïntegreerd in de Melody Maker van Simon Reynolds, die het genre zag als een afzetting tegen de dominante waarden uit de jaren 1980: commercialisering, Amerikanisatie en het verlangen naar een denkbeeldig onschuldig verleden.
Hoewel de roots van het genre teruggaan naar groepen uit de late jaren 1960 (The Byrds en The Lovin' Spoonful), kwam de duidelijkste invloed op tweepop van de postpunk-artiesten van de late jaren 1970 en '80, die een 'doe-het-zelf'-stijl mixten met een afkeer van de stoere 'macho-rock'. (Zie Orange Juice, Television Personalities en  Jonathan Richman.)
In het Verenigd Koninkrijk was tweepop het populairst. Sarah Records werd het thuis van de meeste tweepopgroepen. In de Verenigde Staten werd de beweging gedragen door K Records.
Hoewel 'tweepop' een geaccepteerde naam voor deze stijl van muziek is, werd deze niet gebruikt tot de jaren 1990. Voor die tijd bestempelde men tweepopgroepen gewoon als 'indie'.
Een van de bekendste en moderne tweepopgroepen is Belle & Sebastian. Zijzelf hebben echter altijd ten stelligste ontkend een tweepopgroep te zijn.
De term is vaak geweigerd door bands, ook al klonken ze zo. Later werd de term weer terug aangenomen door de meesten. Dit brengt de vele inside jokes met zich mee: T-shirts met opschriften als: "Twee as Fuck" of "Twee Fucker".
Een meer door de punk beïnvloedde, Noord-Amerikaanse variant van tweepop is ook bekend als "cuddlecore".

## Lijst van tweepopgroepen
- Acid House Kings
- Alvvays
- Amida
- All girl Summer Fun Band
- Architecture in Helsinki
- Baby Calendar
- Beat Happening
- Beatnik Termites
- Belle & Sebastian
- Black Tambourine
- Blueboy
- The Boy least likely to
- The Brunettes
- Camera Obscura
- The Chesterfields
- Close Lobsters
- Courtneys

- Crayon
- The Desert Wolves
- Dressy Bessy
- Dýrðin
- The Fakrays
- The Farmers Boys
- The Flatmates
- Hurah Hurah
- Lois
- Look Blue Go Purple
- The Lucksmiths
- The Man From Delmonte
- The Marshmallow Kisses
- Mates of State
- Merricks
- Moving Pictures

- Pants Yell!
- The Pipettes
- Pony Up!
- The Pooh Sticks
- The Radio Dept.
- Red Sleeping Beauty
- The Siddeleys
- Small Factory
- The Softies
- Suburban Kids with Biblical Names
- Tiger Trap
- Tilly & the Wall
- Tsunami
- The Velvet Crush
- Tullycraft
- Vampire Weekend